# Bicyclus funebris
Bicyclus funebris is een vlinder van de familie van de Nymphalidae, van de onderfamilie van de Satyrinae. De soort is voor het eerst wetenschappelijk beschreven als Satyris funebris door Félix Édouard Guérin-Méneville in een publicatie uit 1844.

## Verspreiding
De soort komt voor in tropisch Afrika waaronder Senegal, Gambia, Guinea-Bissau, Guinee, Sierra Leone, Liberia, Ivoorkust, Ghana, Togo, Benin, Nigeria, Kameroen, Gabon, Congo-Brazzaville, Centraal Afrikaanse Republiek, Congo-Kinshasa, Oeganda, Kenia, Tanzania, Angola en Zambia.

## Waardplanten
De rups leeft op soorten van de grassenfamilie (Poaceae) waaronder Digitaria atrofusca, Imperata cylindrica en Setaria barbata.